# Vijfhoekpark
Het Vijfhoekpark is een park in de Nederlandse stad Zaandam in de gemeente Zaanstad, gelegen ten zuiden van de bebouwde kom. Het park wordt begrensd door de Thorbeckeweg in het noorden, sportpark Poelenburg in het oosten, de Noorder IJ- en Zeedijk in het zuiden en de Wibautstraat in het westen. 

## Karakteristiek
Het park is in de jaren zestig aangelegd als recreatiepark, tevens buffer tussen twee woonwijken en een industriegebied (Achtersluispolder). In het park ligt een grote plas, de Beundersbraak,  die zou zijn ontstaan door een dijkdoorbraak van de Noorder IJ- en Zeedijk. Er liggen drie slootjes en in de vijver twee kleine eilandjes (12mx40m en 8mx7m). Het park werd aanvankelijk  op traditionele manier beheerd, maar sinds enkele decennia is er een 'natuurlijk' beheer.

## Bedreiging en oplossing
Nadat de gemeente Zaanstad in de jaren tachtig van de twintigste eeuw in financiële problemen was geraakt, moest er fors bezuinigd worden op het beheer van het park en dreigde het zelfs te worden gesloten. De oplossing was dat het  Vijfhoekpark ecologisch beheerd zou gaan worden. Daartoe werden in 1988 Schotse Hooglanders uitgezet, die het maaibeheer voor hun rekening zouden nemen. Dit was waarschijnlijk een primeur omdat, voor zover bekend, dergelijke runderen niet eerder werden ingezet bij het onderhoud van een park. Ook in andere opzichten probeerde men het park 'natuurlijker' te maken. Houtwallen slingeren zich door het park. Dode en omgevallen bomen maken, zolang zij de doorgaande paden niet hinderen, deel uit van het park; ze bevorderen natuurlijke processen en trekken andere levensvormen aan, zoals insecten, die weer voedsel vormen voor andere dieren.

## Nieuwe bedreiging en redding
Het park werd rond de eeuwwisseling weer bedreigd toen de Zaanse wethouder Daan Sanders zijn oog op het park liet vallen als vestigingsplaats voor een gevangenis, die de Amsterdamse Bijlmerbajes op den duur moest vervangen. Het plan om 'De Zithoek', zoals deze in de volksmond wordt genoemd, in het westelijk deel van het park te plaatsen, riep grote verontwaardiging op bij de Zaanse bevolking. Op 7 november 2001 stemden 37241 inwoners van Zaanstad via een niet-bindend referendum massaal tegen de bouw van de gevangenis in het Vijfhoekpark, waardoor het plan van de wethouder niet uitgevoerd werd.  
In 2004 riep de provincie Noord-Holland het tot monumentaal park uit.